# Daedeok-myeon, Gimcheon
Daedeok-myeon (koreanska: 대덕면)  är en socken i den centrala delen av Sydkorea, 200 km sydost om huvudstaden Seoul. Den ligger i kommunen Gimcheon i provinsen Norra Gyeongsang. 